# 音戸丸級貨客船
音戸丸級貨客船とは、大阪商船が運航した貨客船のクラスの一つで、1924年（大正13年）から1925年（大正14年）の間に三菱神戸造船所で建造された、日本における最初のディーゼル船のクラスである。

## 建造までの背景
1884年（明治17年）創立の大阪商船は小規模船主の集合体から始まったが、阿波国共同汽船や尼崎汽船部のように合同に参加しなかった船主も存在し、いくつかの航路では競争相手となった。競争の過熱化を防ぐため、大阪商船はしばしば競争相手との間で時限協定を締結したが、期限が過ぎると再び競争が再燃するということを繰り返していた。「大阪山陽線」と称していた瀬戸内海沿岸部の諸港を巡る航路でも例外ではなく、尼崎汽船部との間に協定締結と協定の期限切れによる競争再発が繰り返されていたが、1917年（大正6年）に四度目の協定が締結されてからは共同経営の形がとられるようになって、競争も一応は収まった。
そのころ、第一次世界大戦後の海運不況対策の一つとして、世界各国の船会社では「経済的」なディーゼル機関や重油専焼装置の導入がすすめられることとなった。この流れに乗って、大阪商船が建造した最初のディーゼル船が、音戸丸級貨客船である。この時点でディーゼルエンジンを製作していた日本の企業はヴィッカースと提携していた三菱神戸造船所、スルザーと提携していた神戸製鋼所、そのほか新潟鐵工所および池貝鉄工所などであったが、小型船か潜水艦向けのものが多かった。三菱神戸造船所で建造された音戸丸級貨客船は、ヴィッカースから直接輸入した600馬力のディーゼルエンジンを搭載し、狭溢な水路を航行できる船型を持っていた。もっとも、大阪商船が「ディーゼル機関の有利なるを確かめたるが故に」と記していることや、あとにして建造された「紅丸」（1,540トン）とともに「石炭燃料船と其の能率の比較研究中」と書かれた新聞記事があるように、多少は実験船としての性格をもっていたようにも見受けられる。ともかく、音戸丸級貨客船は日本における「ディーゼル船の嚆矢」であり、「遠洋航路用大型ディーゼル船運航の素地を作った」点で重要な船クラスの一つである。ほかならぬ大阪商船が、音戸丸が竣工した1924年（大正13年）から、1933年（昭和8年）までの10年間に建造した38隻の所有船のうち31隻をディーゼル船でそろえ、「実に当社は我国第一のディーゼル船々主である」と自負するにいたった。

## 一覧
| 船名   | 起工          | 進水           | 竣工          | 出典  |
| ------ | ------------- | -------------- | ------------- | ----- |
| 音戸丸 | 1923年6月4日  | 1923年11月10日 | 1924年1月25日 | [ 8 ] |
| 早鞆丸 | 1924年7月15日 | 1924年12月15日 | 1925年3月26日 | [ 9 ] |
| 三原丸 | 1924年7月15日 | 1925年1月14日  | 1925年3月31日 | [ 9 ] |

## 特徴・就役
ディーゼルエンジンの導入や船型以外でも、音戸丸級貨客船では上甲板に二等客室、中甲板の船首尾に三等客室を設け、甲板上の諸機械もすべて電化されていた。最大の特徴は、「音戸丸」だけであるがディーゼル船がゆえに就航当初は「煙突は不用」として排気管しか取り付けなかったことである。しかし、これでは大阪商船の「大」のファンネルマークを表示する場所がなかったため、排気管の周囲に櫓をめぐらせ、櫓の側面に赤地の「大」のファンネルマークを取り付けた。ところが、これはこれで違和感があり、しばらくのちに汽船型のダミー・ファンネルを設置して見慣れた「黒地に白の「大」のファンネルマーク」を表示することができた。間をおいて竣工した「早鞆丸」と「三原丸」は、はじめからダミー・ファンネルを装着した。
就役後は予定通りに大阪山陽線に就航し、1935年（昭和10年）には航路ごと系列会社の摂陽商船に移籍して就航を続けた。こののち、「音戸丸」は1938年（昭和13年）に日清汽船に売却され、次いで1939年（昭和14年）設立の国策会社・東亜海運に現物出資、さらに1940年（昭和15年）には中華民国の船主へと移籍を繰り返したが、終末は定かではない。残る「早鞆丸」と「三原丸」は1942年（昭和17年）に設立の関西汽船に移籍。「三原丸」は瀬戸内海から遠く離れたフィリピン水域で沈没し、特設駆潜艇として行動した「早鞆丸」は戦争を生き残って、1960年（昭和35年）に引退して解体されるまで瀬戸内の近距離航路に就航し続けた。

## 行動略歴
| 船名   | 行動略歴                 | 行動略歴 |
| 船名   | 日付                     | 概要 |
| ------ | ------------------------ | --- |
| 音戸丸 | 1924年から1939年         | 大阪山陽線 |
| 音戸丸 | 1935年                   | 摂陽商船に移籍 |
| 音戸丸 | 1938年10月21日           | 日清汽船に移籍 |
| 音戸丸 | 1939年8月5日             | 東亜海運に現物出資で移籍 |
| 音戸丸 | 1940年4月25日            | 中華輸船に移籍。以後消息不明 |
| 早鞆丸 | 1925年から1942年         | 大阪山陽線 |
| 早鞆丸 | 1942年                   | 関西汽船に移籍 |
| 早鞆丸 | 1942年12月4日            | 日本海軍に徴傭、特設駆潜艇 |
| 早鞆丸 | 1945年10月5日            | 除籍・解傭 |
| 早鞆丸 | 1960年                   | 解体 |
| 三原丸 | 1925年から1942年         | 大阪山陽線 |
| 三原丸 | 1942年                   | 関西汽船に移籍 |
| 三原丸 | 1943年4月                | 大阪商船に用船として復帰。比島運航部の管轄下で運航                                                                                    |
| 三原丸 | 1943年10月               | マニラ・セブ間航路に就航 |
| 三原丸 | 1944年9月9日あるいは13日 | 9日に北緯09度45分 東経125度30分 / 北緯9.750度 東経125.500度の地点、あるいは13日にスリガオ海峡でアメリカ第38任務部隊機の爆撃により沈没 |

## 要目一覧
| 船名   | 総トン数/ (載貨重量トン数) | 全長/垂線間長 | 型幅   | 型深   | 主機/馬力（最大）                          | 最大速力     | 船客定員               | 出典   |
| ------ | -------------------------- | ------------- | ------ | ------ | ------------------------------------------ | ------------ | ---------------------- | ------ |
| 音戸丸 | 688トン （285トン）        | 51.82 m Lpp   | 8.53 m | 5.56 m | ヴィッカース ディーゼル機関1基1軸 600 馬力 | 12.35 ノット | 二等：89名 三等：273名 | [ 20 ] |
| 早鞆丸 | 697トン （297トン）        | 51.82 m Lpp   | 8.74 m | 5.49 m | ヴィッカース ディーゼル機関1基1軸 600 馬力 | 12.32 ノット | 二等：89名 三等：281名 | [ 21 ] |
| 三原丸 | 697トン （297トン）        | 51.82 m Lpp   | 8.74 m | 5.49 m | ヴィッカース ディーゼル機関1基1軸 600 馬力 | 12.3 ノット  | 二等：89名 三等：281名 | [ 22 ] |